# Síndrome de Roberts
El síndrome de Roberts (RBS) es una enfermedad genética autosómica recesiva que se caracteriza por un retraso en el crecimiento prenatal (de leve a grave) y malformaciones en las extremidades. Las extremidades superiores se ven más afectadas que las inferiores. También se producen anormalidades craneofaciales. En la mayoría de afectos se produce también un retraso intelectual. En cuanto a la mortalidad, es muy alta durante la gestación y en los recién nacidos. Pocos enfermos sobreviven hasta la edad adulta. En cuanto a la prevalencia, es muy rara, se han reportado 150 individuos de distintas razas y etnias. La frecuencia de los individuos portadores es desconocida.

## Genética
El RBS presenta una herencia autosómica recesiva, lo cual nos viene a decir que para tener la enfermedad se necesitan las dos copias del gen con la mutación. Los individuos heterocigotos serán sanos y no presentarán ningún fenotipo relacionado con la enfermedad.
Se sabe que ESCO2 es el único gen reconocido asociado a la enfermedad. Se trata de un gen que comprende 11 exones. Las mutaciones en el mismo son variables, de hecho se han observado varias en una misma familia. Suelen ser mutaciones sin sentido o cambios en el marco de lectura que dan lugar a una proteína truncada, perdiendo así la actividad acetiltransferasa.
La enfermedad ocurre porque una falta de cohesión de las regiones de heterocromatina puede llevar a la activación del punto de control del huso mitótico con el subsiguiente retraso en la proliferación de la célula, característica observada en las células de los individuos afectados.

## Diagnóstico
Los métodos llevados a cabo para diagnosticar esta enfermedad suelen estar basado en pruebas citogenéticas, es decir, análisis que estudian la estructura, función y comportamiento de los cromosomas. 
Las preparaciones de tinción de los cromosomas más utilizadas en este tipo de estudios son: tinción con Giemsa o bandeo C. 
Ambas pruebas nos permiten detectar anormalidades cromosómicas. 
Las personas afectadas con esta enfermedad, al realizarse estos análisis, muestran separación prematura de los centrómeros (PCS) y separación de las regiones heterocromáticas (HR) en la mayoría de los cromosomas en metafase. 
En algunos casos concretos también se observan micronucleación, aneuploidia y/o núcleo multilobulado en afectados por este síndrome. 
Otro método por el cual se puede llevar a cabo este diagnóstico es la identificación de la mutación causante de la enfermedad en la familia del paciente. En este caso el diagnóstico se puede hacer por análisis genético molecular. 
En el caso del diagnóstico prenatal se requiere una combinación de técnicas. Se deben realizar tanto un examen por ultrasonido como una prueba citogenética. 

## Descripción clínica
Los principales síntomas que se suelen encontrar en esta patología son:
- Retraso en el crecimiento del feto durante su desarrollo, es decir, retardo del crecimiento prenatal. Este puede variar su gravedad, de forma que algunos individuos afectados pueden mostrarlo levemente, mientras que otros lo pueden sufrir de una forma más grave.
- Malformaciones craneofaciales como son labio leporino, paladar hendido, microcefalia (el tamaño de la cabeza de la persona afectada es menor que el habitual, amplia separación de los ojos, nariz aguileña y malformaciones del oído, entre otras.
- Malformación de las extremidades, en la cual las extremidades superiores se encuentran afectadas más gravemente que las inferiores. Otros malformaciones de los miembros han sido observadas en algunos casos como son:

1. Oligodactilia con aplasia o hipoplasia del pulgar: falta del pulgar o pulgar de tamaño reducido.
2. Sindactilia: dos o más dedos unidos entre sí, ya sea por el hueso o por la piel que debería separarlos.
3. Clinodactilia
4. Contracturas en flexión en codo y rodilla

En la mayoría de los casos también se observa una discapacidad intelectual, pudiendo observarse en distintos grados de gravedad. 

## Tratamiento de los síntomas
La mayoría de los individuos afectados por esta enfermedad mueren antes de nacer o fallecen durante la infancia. 
Sin embargo, algunos de los individuos afectados pueden no tener discapacidad intelectual y padecer síntomas no muy graves que les permitan vivir. 
Estos tratamientos van destinados a mejorar la calidad de vida de estos individuos, ya que no se ha descubierto hasta el momento ninguna cura para este síndrome. 
Cada individuo debe tener un tratamiento específico para él ya que pueden padecer síntomas diferentes o distinto grado de gravedad de los síntomas. 
- En el caso de malformaciones de las extremidades y en algunas malformaciones faciales como labio leporino o hendidura del paladar se realizan cirugías para corregirlos.
- Prótesis.
- Para aquellos individuos con problemas del habla se recomiendan terapias para la mejora de esta.
- Educación especial para los individuos con discapacidad intelectual. Esta educación especial también depende del grado de gravedad de la discapacidad.
- Para la otitis, oftalmología, anomalías cardíacas y renales se emplean tratamiento generales empleados en este tipo de trastornos.

Además de estos tratamientos es necesario un seguimiento específico de cada paciente para tratar los síntomas de acuerdo a la evolución de estos. 